# 恐怖の父の日
『恐怖の父の日』（A Bear for Punishment、1951年10月20日）は、アメリカの映画会社のワーナー・ブラザースのアニメーション短編映画シリーズ「メリー・メロディーズ」の作品である。

## 製作スタッフ
- 監督：チャールズ・M・ジョーンズ
- 音楽：カール・スターリング
- 作画：ケン・ハリス、フィル・モンロー、ロイド・ボーギャン、ベン・ウァーシャム
- 脚本：マイケル・マルティーズ
- 背景画：フィリップ・デ・ガード

## 日本でのテレビ放映
カートゥーン・ネットワークの「バッグス・バニー ショー」にて放送。

## 収録
- ルーニー・テューンズ コレクション オール・スターズ 特別版3(DVD)